# 1920年5月3日月食
1920年5月3日月食为一次在协调世界时1920年5月3日出現的月全食。該次月食半影食分為2.308、全影食分為1.224。偏食維持了110分，全食維持36分。

## 概述
這次月食的食分是14.65，偏食維持了110分，全食維持36分。

## 基本參數
- 類型：月全食
- 食甚資料：
  - 日期：1920年5月3日
  - 時間：1:51
  - 月球位置：赤經14.65度、赤緯-15.8度
  - 食分：半影食分：2.308、全影食分：1.224
  - 持續時間：偏食110分、全食36分

## 外部連結
- NASA月食專頁（页面存档备份，存于）（英文）